# Zikmund Reach

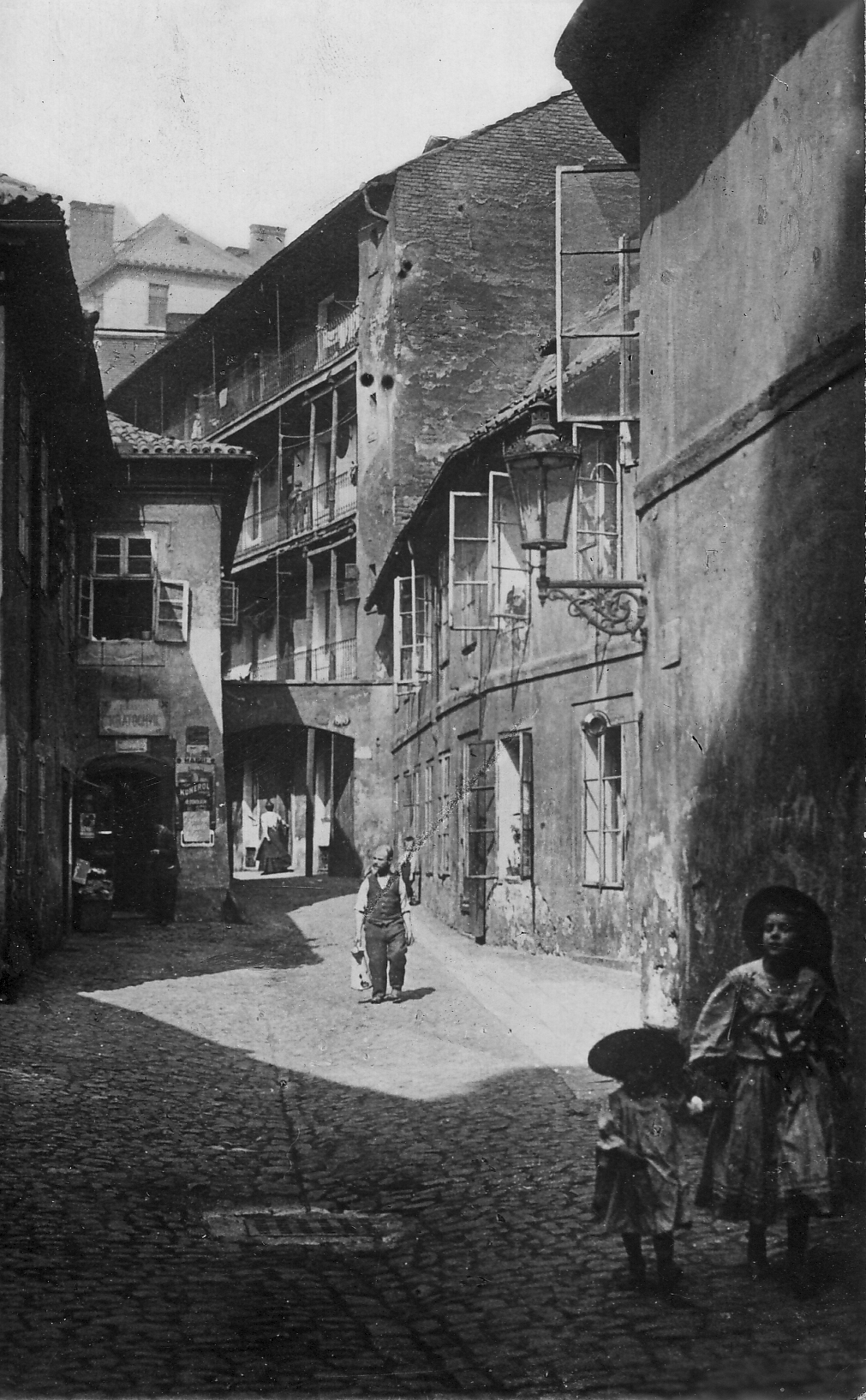
Zikmund Reach: U Šišlingu, Josefov, před 1919

Zikmund Reach (19. března 1859, Praha – 1. prosince 1935, Praha) byl český knihkupec, filatelista, sběratel fotografií a fotograf.

## Život a dílo
Narodil se jako syn pražského židovského obuvníka Alexandra Reacha a jeho manželky Žofie. Vystudoval německou reálku, pak pracoval jako účetní v knihkupectví. Fotografovat začal kolem roku 1888. Fotografie pražského života publikoval v časopisech, např. v Českém světě. Sbíral rovněž fotografie a negativy o Praze – pragensie. V roce 1919 získal knihkupeckou koncesi. Vydával filatelistická alba a pragensie.

## Rodina
Roku 1887 se oženil s Karolínou Kremlovou z Prahy, měli dva syny Zdenka (* 1888) a Emila (* 1900).

## Galerie

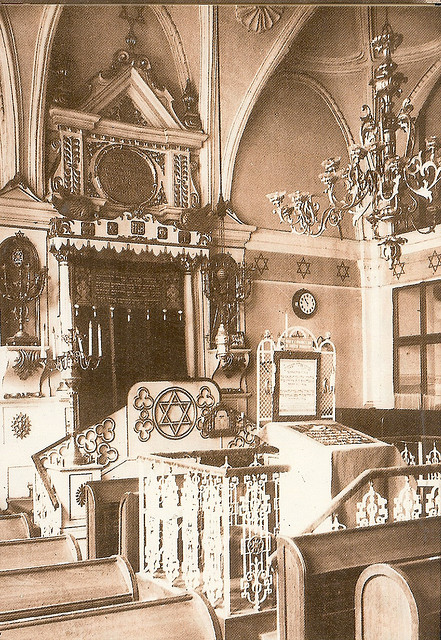
Vysoká synagoga (Praha, Josefov, Červená ul. 5)
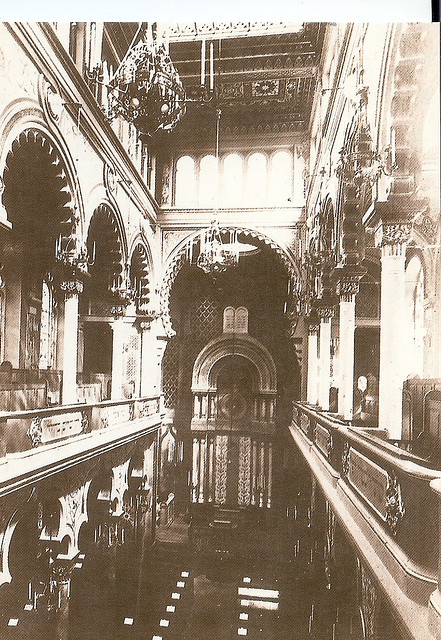
Jeruzalémská synagoga
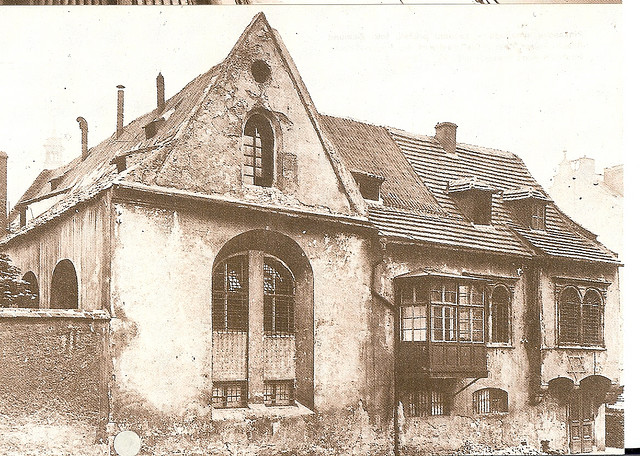
Pinkasova synagoga
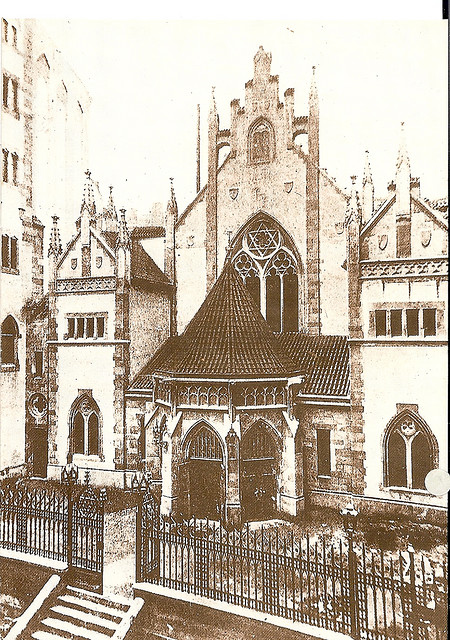
Maislova synagoga - západní část. Tato renesanční synagoga souvisí se jménem Mordekhai Maisl (1528-1601) - tehdejšího vedoucího židovské komunity a ghetta. Byla poškozena požárem pražského ghetta v roce 1689.
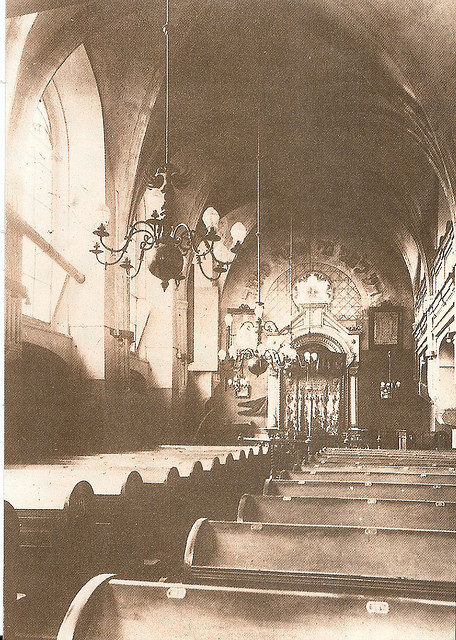
Pinkasova synagoga, interiér, 1905
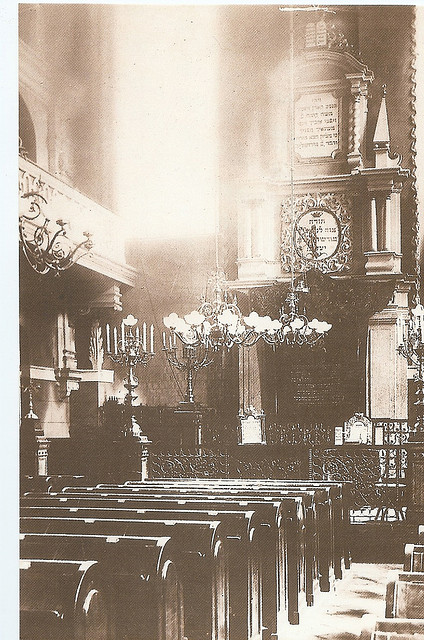
Interiér Klausové synagogy. Tato synagoga byla postavena na místě školy Talmud Torah, synagogy a lázeňského domu. Vše bylo zničeno požárem pražského ghetta z roku 1689. Foto 1905.